# Shanggongma (sockenhuvudort i Kina, Qinghai Sheng, lat 33,83, long 99,67)
Shanggongma (kinesiska: 上贡麻, 上贡麻乡, 唐格给) är en sockenhuvudort i Kina. Den ligger i provinsen Qinghai, i den nordvästra delen av landet, omkring 360 kilometer sydväst om provinshuvudstaden Xining. Antalet invånare är 2 957. Befolkningen består av 1 353 kvinnor och 1 604 män. Barn under 15 år utgör 28,0 %, vuxna 15-64 år 65 %, och äldre över 65 år 6,0 %.
Trakten runt Shanggongma är nära nog obefolkad, med mindre än två invånare per kvadratkilometer. Det finns inga andra samhällen i närheten. Trakten runt Shanggongma består i huvudsak av gräsmarker.